# Volta às Astúrias de 2019
A 62.ª edição da Volta às Astúrias (oficialmente: Vuelta Asturias Julio Alvarez Mendo) foi uma carreira de ciclismo de estrada por etapas que se celebrou entre 3 e 5 de maio de 2019 com início e final na cidade de Oviedo na Espanha. O percurso constou de um total de 3 etapas sobre uma distância total de 469,3 km.
A carreira fez parte do circuito UCI Europe Tour de 2019 dentro da categoria 2.1. O vencedor final foi o equatoriano Richard Carapaz da Movistar seguido do letão Krists Neilands da Israel Cycling Academy e o russo Aleksandr Vlasov da Gazprom-RusVelo.

## Equipas participantes
Tomaram a partida um total de 16 equipas, dos quais 1 é de categoria UCI WorldTeam, 7 Profissional Continental e 8 Continental, quem conformaram um pelotão de 103 ciclistas dos quais terminaram 86. As equipas participantes foram:
| Equipe WorldTeam- Movistar Team Equipes profissionais Continentais (7)- Caja Rural-Seguros RGA - Euskadi Basque Country-Murias - Burgos-BH - Israel Cycling Academy - Gazprom-RusVelo - Manzana Postobón - W52-FC Porto Equipes Continentais (8)- Kometa - Fundación Euskadi - Ludofoods Louletano Aviludo - RP-Boavista - Coldeportes Zenú - Guerciotti-Kiwi Atlántico - Lokosphinx - Matrix Powertag |
| |

## Etapas
| Etapa | Data   | Percurso                        | type           | Distância (km) | Vencedor        | Líder geral     |
| ----- | ------ | ------------------------------- | -------------- | -------------- | --------------- | --------------- |
| 1     | 3 mai. | Oviedo – La Pola                | média montanha | 179,2          | Carlos Quintero | Carlos Quintero |
| 2     | 4 mai. | Soto Ribera – Cangas del Narcea | alta montanha  | 171,1          | Richard Carapaz | Richard Carapaz |
| 3     | 5 mai. | Cangas del Narcea – Oviedo      | média montanha | 119            | Edgar Pinto     | Richard Carapaz |

## Desenvolvimento da carreira

### 1.ª etapa
| Oviedo - La Pola | média montanha | (179,2 km) |

| \| Classificação por etapas \| Classificação por etapas \| Classificação por etapas \| Classificação por etapas \| Classificação por etapas \| \| Ciclista \| Ciclista \| Equipe \| Tempo \| \| \| ------------------------ \| ------------------------ \| -------------------------------- \| ------------------------ \| ------------------------ \| \| 1. \| Carlos Quintero \| Manzana Postobón \| 4m17s \| \| \| 2. \| Orluis Aular \| Matrix Powertag \| + 0s \| \| \| 3. \| Richard Carapaz \| Movistar Team \| + 0s \| \| \| 4. \| José Joaquín Rojas \| Movistar Team \| + 0s \| \| \| 5. \| Krists Neilands \| Israel Cycling Academy \| + 0s \| \| \| 6. \| Jonathan Cañaveral \| Coldeportes Bicicletas Strongman \| + 0s \| \| \| 7. \| Vicente García de Mateos \| Aviludo-Louletano \| + 0s \| \| \| 8. \| Edgar Pinto \| W52-FC Porto \| + 0s \| \| \| 9. \| Aleksandr Vlasov \| Gazprom-RusVelo \| + 0s \| \| \| 10. \| Jonathan Lastra \| Caja Rural-Seguros RGA \| + 0s \| \| |                          |                                  |       |
| |                          |                                  |       |
| Fonte: ProCyclingStats |                          |                                  |       |
| Classificação por etapas |                          |                                  |       |
| Ciclista | Ciclista                 | Equipe                           | Tempo |
| 1. | Carlos Quintero          | Manzana Postobón                 | 4m17s |
| 2. | Orluis Aular             | Matrix Powertag                  | + 0s  |
| 3. | Richard Carapaz          | Movistar Team                    | + 0s  |
| 4. | José Joaquín Rojas       | Movistar Team                    | + 0s  |
| 5. | Krists Neilands          | Israel Cycling Academy           | + 0s  |
| 6. | Jonathan Cañaveral       | Coldeportes Bicicletas Strongman | + 0s  |
| 7. | Vicente García de Mateos | Aviludo-Louletano                | + 0s  |
| 8. | Edgar Pinto              | W52-FC Porto                     | + 0s  |
| 9. | Aleksandr Vlasov         | Gazprom-RusVelo                  | + 0s  |
| 10. | Jonathan Lastra          | Caja Rural-Seguros RGA           | + 0s  |

| \| Classificação geral \| Classificação geral \| Classificação geral \| Classificação geral \| Classificação geral \| \| Ciclista \| Ciclista \| Equipe \| Tempo \| \| \| ------------------- \| ------------------------ \| -------------------------------- \| ------------------- \| ------------------- \| \| 1. \| Carlos Quintero \| Manzana Postobón \| 4h16m41s \| \| \| 2. \| Orluis Aular \| Matrix Powertag \| + 4s \| \| \| 3. \| Richard Carapaz \| Movistar Team \| + 6s \| \| \| 4. \| José Joaquín Rojas \| Movistar Team \| + 8s \| \| \| 5. \| Mario González Salas \| Euskadi Basque Country-Murias \| + 9s \| \| \| 6. \| Krists Neilands \| Israel Cycling Academy \| + 10s \| \| \| 7. \| Jonathan Cañaveral \| Coldeportes Bicicletas Strongman \| + 10s \| \| \| 8. \| Vicente García de Mateos \| Aviludo-Louletano \| + 10s \| \| \| 9. \| Edgar Pinto \| W52-FC Porto \| + 10s \| \| \| 10. \| Aleksandr Vlasov \| Gazprom-RusVelo \| + 10s \| \| |                          |                                  |          |
| |                          |                                  |          |
| Fonte: ProCyclingStats |                          |                                  |          |
| Classificação geral |                          |                                  |          |
| Ciclista | Ciclista                 | Equipe                           | Tempo    |
| 1. | Carlos Quintero          | Manzana Postobón                 | 4h16m41s |
| 2. | Orluis Aular             | Matrix Powertag                  | + 4s     |
| 3. | Richard Carapaz          | Movistar Team                    | + 6s     |
| 4. | José Joaquín Rojas       | Movistar Team                    | + 8s     |
| 5. | Mario González Salas     | Euskadi Basque Country-Murias    | + 9s     |
| 6. | Krists Neilands          | Israel Cycling Academy           | + 10s    |
| 7. | Jonathan Cañaveral       | Coldeportes Bicicletas Strongman | + 10s    |
| 8. | Vicente García de Mateos | Aviludo-Louletano                | + 10s    |
| 9. | Edgar Pinto              | W52-FC Porto                     | + 10s    |
| 10. | Aleksandr Vlasov         | Gazprom-RusVelo                  | + 10s    |

### 2.ª etapa
| Soto Ribera - Cangas del Narcea | alta montanha | (171,1 km) |

| \| Classificação por etapas \| Classificação por etapas \| Classificação por etapas \| Classificação por etapas \| Classificação por etapas \| \| Ciclista \| Ciclista \| Equipe \| Tempo \| \| \| ------------------------ \| ------------------------ \| ----------------------------- \| ------------------------ \| ------------------------ \| \| 1. \| Richard Carapaz \| Movistar Team \| 4h26m44s \| \| \| 2. \| Mikel Landa \| Movistar Team \| + 0s \| \| \| 3. \| Krists Neilands \| Israel Cycling Academy \| + 1m50s \| \| \| 4. \| Aleksandr Vlasov \| Gazprom-RusVelo \| + 1m50s \| \| \| 5. \| Vicente García de Mateos \| Aviludo-Louletano \| + 2m34s \| \| \| 6. \| Artem Nych \| Gazprom-RusVelo \| + 2m34s \| \| \| 7. \| David Rodrigues \| Rádio Popular-Boavista \| + 2m35s \| \| \| 8. \| Edgar Pinto \| W52-FC Porto \| + 2m43s \| \| \| 9. \| Mikel Bizkarra \| Euskadi Basque Country-Murias \| + 2m43s \| \| \| 10. \| Jonathan Lastra \| Caja Rural-Seguros RGA \| + 2m43s \| \| |                          |                               |          |
| |                          |                               |          |
| Fonte: ProCyclingStats |                          |                               |          |
| Classificação por etapas |                          |                               |          |
| Ciclista | Ciclista                 | Equipe                        | Tempo    |
| 1. | Richard Carapaz          | Movistar Team                 | 4h26m44s |
| 2. | Mikel Landa              | Movistar Team                 | + 0s     |
| 3. | Krists Neilands          | Israel Cycling Academy        | + 1m50s  |
| 4. | Aleksandr Vlasov         | Gazprom-RusVelo               | + 1m50s  |
| 5. | Vicente García de Mateos | Aviludo-Louletano             | + 2m34s  |
| 6. | Artem Nych               | Gazprom-RusVelo               | + 2m34s  |
| 7. | David Rodrigues          | Rádio Popular-Boavista        | + 2m35s  |
| 8. | Edgar Pinto              | W52-FC Porto                  | + 2m43s  |
| 9. | Mikel Bizkarra           | Euskadi Basque Country-Murias | + 2m43s  |
| 10. | Jonathan Lastra          | Caja Rural-Seguros RGA        | + 2m43s  |

| \| Classificação geral \| Classificação geral \| Classificação geral \| Classificação geral \| Classificação geral \| \| Ciclista \| Ciclista \| Equipe \| Tempo \| \| \| ------------------- \| ------------------------ \| ----------------------------- \| ------------------- \| ------------------- \| \| 1. \| Richard Carapaz \| Movistar Team \| 8h43m21s \| \| \| 2. \| Mikel Landa \| Movistar Team \| + 8s \| \| \| 3. \| Krists Neilands \| Israel Cycling Academy \| + 2m00s \| \| \| 4. \| Aleksandr Vlasov \| Gazprom-RusVelo \| + 2m04s \| \| \| 5. \| Vicente García de Mateos \| Aviludo-Louletano \| + 2m48s \| \| \| 6. \| Artem Nych \| Gazprom-RusVelo \| + 2m48s \| \| \| 7. \| David Rodrigues \| Rádio Popular-Boavista \| + 2m49s \| \| \| 8. \| Edgar Pinto \| W52-FC Porto \| + 2m57s \| \| \| 9. \| Jonathan Lastra \| Caja Rural-Seguros RGA \| + 2m57s \| \| \| 10. \| Mikel Bizkarra \| Euskadi Basque Country-Murias \| + 2m57s \| \| |                          |                               |          |
| |                          |                               |          |
| Fonte: ProCyclingStats |                          |                               |          |
| Classificação geral |                          |                               |          |
| Ciclista | Ciclista                 | Equipe                        | Tempo    |
| 1. | Richard Carapaz          | Movistar Team                 | 8h43m21s |
| 2. | Mikel Landa              | Movistar Team                 | + 8s     |
| 3. | Krists Neilands          | Israel Cycling Academy        | + 2m00s  |
| 4. | Aleksandr Vlasov         | Gazprom-RusVelo               | + 2m04s  |
| 5. | Vicente García de Mateos | Aviludo-Louletano             | + 2m48s  |
| 6. | Artem Nych               | Gazprom-RusVelo               | + 2m48s  |
| 7. | David Rodrigues          | Rádio Popular-Boavista        | + 2m49s  |
| 8. | Edgar Pinto              | W52-FC Porto                  | + 2m57s  |
| 9. | Jonathan Lastra          | Caja Rural-Seguros RGA        | + 2m57s  |
| 10. | Mikel Bizkarra           | Euskadi Basque Country-Murias | + 2m57s  |

### 3.ª etapa
| Cangas del Narcea - Oviedo | média montanha | (119 km) |

| \| Classificação por etapas \| Classificação por etapas \| Classificação por etapas \| Classificação por etapas \| Classificação por etapas \| \| Ciclista \| Ciclista \| Equipe \| Tempo \| \| \| ------------------------ \| ------------------------ \| -------------------------------- \| ------------------------ \| ------------------------ \| \| 1. \| Edgar Pinto \| W52-FC Porto \| 2h50m51s \| \| \| 2. \| Carlos Quintero \| Manzana Postobón \| + 4s \| \| \| 3. \| Jonathan Lastra \| Caja Rural-Seguros RGA \| + 4s \| \| \| 4. \| José Joaquín Rojas \| Movistar Team \| + 4s \| \| \| 5. \| Stefano Oldani \| Kometa \| + 4s \| \| \| 6. \| Krists Neilands \| Israel Cycling Academy \| + 4s \| \| \| 7. \| David Rodrigues \| Rádio Popular-Boavista \| + 4s \| \| \| 8. \| Aleksandr Vlasov \| Gazprom-RusVelo \| + 4s \| \| \| 9. \| Jhojan García \| Manzana Postobón \| + 4s \| \| \| 10. \| Jonathan Cañaveral \| Coldeportes Bicicletas Strongman \| + 4s \| \| |                    |                                  |          |
| |                    |                                  |          |
| Fonte: ProCyclingStats |                    |                                  |          |
| Classificação por etapas |                    |                                  |          |
| Ciclista | Ciclista           | Equipe                           | Tempo    |
| 1. | Edgar Pinto        | W52-FC Porto                     | 2h50m51s |
| 2. | Carlos Quintero    | Manzana Postobón                 | + 4s     |
| 3. | Jonathan Lastra    | Caja Rural-Seguros RGA           | + 4s     |
| 4. | José Joaquín Rojas | Movistar Team                    | + 4s     |
| 5. | Stefano Oldani     | Kometa                           | + 4s     |
| 6. | Krists Neilands    | Israel Cycling Academy           | + 4s     |
| 7. | David Rodrigues    | Rádio Popular-Boavista           | + 4s     |
| 8. | Aleksandr Vlasov   | Gazprom-RusVelo                  | + 4s     |
| 9. | Jhojan García      | Manzana Postobón                 | + 4s     |
| 10. | Jonathan Cañaveral | Coldeportes Bicicletas Strongman | + 4s     |

## Classificações finais
- As classificações finalizaram da seguinte forma:[2]

### Classificação geral
| \| Classificação geral \| Classificação geral \| Classificação geral \| Classificação geral \| Classificação geral \| \| Ciclista \| Ciclista \| Equipe \| Tempo \| \| \| ------------------- \| ------------------------ \| ----------------------------- \| ------------------- \| ------------------- \| \| 1. \| Richard Carapaz \| Movistar Team \| 11h34m16s \| \| \| 2. \| Krists Neilands \| Israel Cycling Academy \| + 2m00s \| \| \| 3. \| Aleksandr Vlasov \| Gazprom-RusVelo \| + 2m04s \| \| \| 4. \| Edgar Pinto \| W52-FC Porto \| + 2m43s \| \| \| 5. \| Vicente García de Mateos \| Aviludo-Louletano \| + 2m48s \| \| \| 6. \| David Rodrigues \| Rádio Popular-Boavista \| + 2m49s \| \| \| 7. \| Jonathan Lastra \| Caja Rural-Seguros RGA \| + 2m53s \| \| \| 8. \| Mikel Bizkarra \| Euskadi Basque Country-Murias \| + 2m57s \| \| \| 9. \| Artem Nych \| Gazprom-RusVelo \| + 3m26s \| \| \| 10. \| Jhojan García \| Manzana Postobón \| + 3m51s \| \| |                          |                               |           |
| |                          |                               |           |
| Fonte: ProCyclingStats |                          |                               |           |
| Classificação geral |                          |                               |           |
| Ciclista | Ciclista                 | Equipe                        | Tempo     |
| 1. | Richard Carapaz          | Movistar Team                 | 11h34m16s |
| 2. | Krists Neilands          | Israel Cycling Academy        | + 2m00s   |
| 3. | Aleksandr Vlasov         | Gazprom-RusVelo               | + 2m04s   |
| 4. | Edgar Pinto              | W52-FC Porto                  | + 2m43s   |
| 5. | Vicente García de Mateos | Aviludo-Louletano             | + 2m48s   |
| 6. | David Rodrigues          | Rádio Popular-Boavista        | + 2m49s   |
| 7. | Jonathan Lastra          | Caja Rural-Seguros RGA        | + 2m53s   |
| 8. | Mikel Bizkarra           | Euskadi Basque Country-Murias | + 2m57s   |
| 9. | Artem Nych               | Gazprom-RusVelo               | + 3m26s   |
| 10. | Jhojan García            | Manzana Postobón              | + 3m51s   |

### Classificação por pontos
| Classificação por pontos | Classificação por pontos | Classificação por pontos | Classificação por pontos | Classificação por pontos |
| Ciclista                 | Ciclista                 | Equipe                   | Pontos                   |                          |
| ------------------------ | ------------------------ | ------------------------ | ------------------------ | ------------------------ |
| 1.                       | Richard Carapaz          | Movistar Team            | 45 pts                   |                          |
| 2.                       | Carlos Quintero          | Manzana Postobón         | 45 pts                   |                          |
| 3.                       | Edgar Pinto              | W52-FC Porto             | 41 pts                   |                          |
| 4.                       | Krists Neilands          | Israel Cycling Academy   | 38 pts                   |                          |
| 5.                       | Aleksandr Vlasov         | Gazprom-RusVelo          | 29 pts                   |                          |
| 6.                       | Jonathan Lastra          | Caja Rural-Seguros RGA   | 28 pts                   |                          |
| 7.                       | José Joaquín Rojas       | Movistar Team            | 28 pts                   |                          |
| 8.                       | Vicente García de Mateos | Aviludo-Louletano        | 23 pts                   |                          |
| 9.                       | Orluis Aular             | Matrix Powertag          | 20 pts                   |                          |
| 10.                      | David Rodrigues          | Rádio Popular-Boavista   | 18 pts                   |                          |

### Classificação da montanha
| Classificação da montanha | Classificação da montanha | Classificação da montanha     | Classificação da montanha | Classificação da montanha |
| Ciclista                  | Ciclista                  | Equipe                        | Pontos                    |                           |
| ------------------------- | ------------------------- | ----------------------------- | ------------------------- | ------------------------- |
| 1.                        | Daniel Turek              | Israel Cycling Academy        | 16 pts                    |                           |
| 2.                        | Richard Carapaz           | Movistar Team                 | 15 pts                    |                           |
| 3.                        | Mikel Bizkarra            | Euskadi Basque Country-Murias | 13 pts                    |                           |
| 4.                        | Aleksandr Vlasov          | Gazprom-RusVelo               | 8 pts                     |                           |
| 5.                        | Francisco Mancebo         | Matrix Powertag               | 5 pts                     |                           |
| 6.                        | Krists Neilands           | Israel Cycling Academy        | 5 pts                     |                           |
| 7.                        | Antonio Pedrero           | Movistar Team                 | 5 pts                     |                           |
| 8.                        | Garikoitz Bravo           | Euskadi Basque Country-Murias | 4 pts                     |                           |
| 9.                        | Joel Nicolau              | Caja Rural-Seguros RGA        | 3 pts                     |                           |
| 10.                       | David Rodrigues           | Rádio Popular-Boavista        | 3 pts                     |                           |

### Classificação das metas volantes
| Classificação por velocidade | Classificação por velocidade | Classificação por velocidade | Classificação por velocidade | Classificação por velocidade |
| Ciclista                     | Ciclista                     | Equipe                       | Pontos                       |                              |
| ---------------------------- | ---------------------------- | ---------------------------- | ---------------------------- | ---------------------------- |

### Classificação dos jovens
| Classificação dos jovens | Classificação dos jovens     | Classificação dos jovens         | Classificação dos jovens | Classificação dos jovens |
| Ciclista                 | Ciclista                     | Equipe                           | Tempo                    |                          |
| ------------------------ | ---------------------------- | -------------------------------- | ------------------------ | ------------------------ |
| 1.                       | Aleksandr Vlasov             | Gazprom-RusVelo                  | 11h36m20s                |                          |
| 2.                       | Edgar Pinto                  | W52-FC Porto                     | + 39s                    |                          |
| 3.                       | Artem Nych                   | Gazprom-RusVelo                  | + 1m22s                  |                          |
| 4.                       | Jhojan García                | Manzana Postobón                 | + 1m47s                  |                          |
| 5.                       | Óscar Rodríguez Garaicoechea | Euskadi Basque Country-Murias    | + 2m25s                  |                          |
| 6.                       | Unai Cuadrado                | Fundación Euskadi                | + 2m42s                  |                          |
| 7.                       | Antonio Gómez de la Torre    | Rádio Popular-Boavista           | + 2m42s                  |                          |
| 8.                       | Cristián Rodríguez           | Caja Rural-Seguros RGA           | + 3m03s                  |                          |
| 9.                       | Jonathan Cañaveral           | Coldeportes Bicicletas Strongman | + 3m28s                  |                          |
| 10.                      | Aldemar Reyes Ortega         | Manzana Postobón                 | + 5m05s                  |                          |

## Evolução das classificações
| Etapa                 | Vencedor              | Classificação geral | Classificação por pontos | Classificação da montanha | Classificação das metas volantes | Classificação por equipas |
| --------------------- | --------------------- | ------------------- | ------------------------ | ------------------------- | -------------------------------- | ------------------------- |
| 1.ª                   | Carlos Quintero       | Carlos Quintero     | Carlos Quintero          | Daniel Turek              | Paco Mancebo                     | Movistar                  |
| 2.ª                   | Richard Carapaz       | Richard Carapaz     | Richard Carapaz          | Daniel Turek              | Paco Mancebo                     | Movistar                  |
| 3.ª                   | Edgar Pinto           | Richard Carapaz     | Richard Carapaz          | Daniel Turek              | Paco Mancebo                     | Movistar                  |
| Classificações finais | Classificações finais | Richard Carapaz     | Richard Carapaz          | Daniel Turek              | Paco Mancebo                     | Movistar                  |

## UCI World Ranking
A Volta às Astúrias outorgou pontos para o UCI World Ranking para corredores das equipas nas categorias UCI WorldTeam, Profissional Continental e Equipas Continentais. As seguintes tabelas mostram o barómetro de pontuação e os 10 corredores que obtiveram mais pontos:
| Posição             | 1.º | 2.º | 3.º | 4.º | 5.º | 6.º | 7.º | 8.º | 9.º | 10.º | 11.º | 12.º | 13.º-15.º | 16.º-25.º |
| Classificação geral | 125 | 85  | 70  | 60  | 50  | 40  | 35  | 30  | 25  | 20   | 15   | 10   | 5         | 3         |
| Por etapa           | 14  | 5   | 3   |     |     |     |     |     |     |      |      |      |           |           |
| Líder               | 3   |     |     |     |     |     |     |     |     |      |      |      |           |           |

| Classificação |                          |                               |       |       |       |       |
| Posição       | Ciclista                 | Equipa                        | Geral | Etapa | Líder | Total |
| ------------- | ------------------------ | ----------------------------- | ----- | ----- | ----- | ----- |
| 1.º           | Richard Carapaz          | Movistar                      | 125   | 17    | 3     | 145   |
| 2.º           | Krists Neilands          | Israel Cycling Academy        | 85    | 3     | -     | 88    |
| 3.º           | Edgar Pinto              | W52-FC Porto                  | 60    | 14    | -     | 74    |
| 4.º           | Aleksandr Vlasov         | Gazprom-RusVelo               | 70    | -     | -     | 70    |
| 5.º           | Vicente García de Mateos | Ludofoods-Louletano-Aviludo   | 50    | -     | -     | 50    |
| 6.º           | David Rodrigues          | Rádio Popular-Boavista        | 40    | -     | -     | 40    |
| 7.º           | Jonathan Lastra          | Caja Rural-Seguros RGA        | 35    | 3     | -     | 38    |
| 8.º           | Mikel Bizkarra           | Euskadi Basque Country-Murias | 30    | -     | -     | 30    |
| 9.º           | Artem Nych               | Gazprom-RusVelo               | 25    | -     | -     | 25    |
| 10.º          | Carlos Quintero          | Manzana Postobón              | -     | 19    | 3     | 22    |